# Jon Foster
Pour les articles homonymes, voir Foster.
Jon Foster (né le 3 août 1984 à Fairfield, Iowa) est un acteur américain. Il est principalement connu pour ses rôles dans Lignes de vie en 2004 et dans le film d'horreur de 2006 Stay Alive.

## Carrière
Jon Foster joue alternativement des rôles au grand et au petit écran.

## Vie personnelle
Jon Foster est né à Fairfield, Iowa. C'est le fils de Stephen Foster, restaurateur. Son frère aîné, Ben Foster, est également acteur. Leurs parents, que son frère a décrit comme des « hippies libres penseurs et opposés à la guerre au Vietnam », ont déménagé dans la petite ville de Fairfield avant sa naissance, et après que leur maison de Boston a été dévalisée pendant qu'ils s'y trouvaient. Jon Foster est de confession juive, sa grand-mère paternelle a quitté la Russie pour échapper aux pogroms,.
Il a déjà eu une liaison avec Sophia Bush avec qui il partageait la vedette dans Stay Alive.
En 20 juin 2015, Foster a épousé Chelsea Tyler, fille du musicien Steven Tyler,. Ils forment ensemble le groupe de musique électronique-soul Kaneholler,,.

## Filmographie sélective
Cinéma
- 2000 : Treize jours (Thirteen Days) de Roger Donaldson : Kenny O'Donnell, Jr.
- 2001 : La Maison sur l'océan (Life as a house) de Irwin Winkler : Core
- 2003 : Terminator 3 : Le Soulèvement des machines de Jonathan Mostow : le caissier du dépanneur
- 2004 : Lignes de vie (The Door in the Floor)  de Tod Williams : Eddie O'Hare
- 2006 : Stay Alive de William Brent Bell : Hutch MacNeil
- 2008 : Informers de Gregor Jordan : Graham
- 2008 : Traqués (Tenderness) de John Polson : Eric Poole
- 2008 : Les Mystères de Pittsburgh (The Mysteries of Pittsburgh) de Rawson Marshall Thurber : Art Bechstein
- 2010 : Brotherhood de Will Canon : Frank
- 2012 : Rampart de Oren Moverman : Michael Whittaker

Télévision
- 2002 : Meurtre à Greenwich (Murder in Greenwich) (téléfilm, 2002) , téléfilm de Tom McLoughlin : Michael Skakel
- 2004 : La Vie comme elle est (Life As We Know It) (série télévisée) : Ben Conner
- 2005 : New York, unité spéciale (Law and Order: Special Victims Unit) (saison 6, épisode 19) : Justin Sharp
- 2006 : Windfall : Des dollars tombés du ciel (série télévisée) : Damien Cutler
- 2009 - 2010 : Parents par accident (Accidentally on Purpose) (série télévisée) - 18 épisodes : Zack Crawchuck